# Thankful
Thankful es el nombre del álbum debut de estudio grabado por la cantautora estadounidense Kelly Clarkson. Fue lanzado al mercado bajo el sello discográfico RCA Records el 15 de abril de 2003. Su primer sencillo "A Moment Like This" estableció un récord en Estados Unidos el 5 de octubre de 2002, al pasar del número 52 al número 1 en el "Billboard Hot 100" (un récord previamente establecido por Los Beatles con "Can't Buy Me Love"). llegando al número 1 en el Billboard 200 vendiendo 297.000 copias y fue certificado como doble platino. "Miss Independent" pasó a ser un Top 10 hit en los EE. UU. Inicialmente, el álbum había sido programado para ser lanzado en noviembre de 2002, sin embargo, exigiendo el horario de Clarkson y pistas de dificultad encontrando que adaptan su gusto e imagen, obligaron al álbum a retrasarse. Según Nielsen SoundScan, hasta marzo de 2013, el álbum vendió 2 771 000 copias en los Estados Unidos. El álbum generó buenas críticas, aunque algunos críticos señalaron que mucho de su éxito podía atribuirse a la comercialidad de su música. Al final del 2005 el disco logró vender más de 3 millones de unidades.
Del álbum, se desprendieron 5 sencillos: "A Moment Like This", "Miss Independent", "Low", "The Trouble with Love Is" y "Before Your Love"; todos con sus respectivos videos.
En 2004 recibió una nominación al Grammy por Mejor Interpretación Vocal Femenina por su éxito Miss Independent. También en ese año inició el Independent Tour con Clay Aiken.
El álbum está centrado en el género pop y sus derivaciones. 

## Listado de canciones
| N.º | Título                                      | Escritor(es)                                              | Producer(s)              | Duración |  |
| 1.  | «The Trouble with Love Is»                  | Kelly Clarkson, Evan Rogers, Carl Sturken                 | Rogers, Sturken          | 3:41     |  |
| 2.  | «Miss Independent»                          | Clarkson, Christina Aguilera, Rhett Lawrence, Matt Morris | Lawrence                 | 3:34     |  |
| 3.  | «Low»                                       | Jimmy Harry                                               | Clif Magness             | 3:28     |  |
| 4.  | «Some Kind of Miracle»                      | Diane Warren                                              | Steve Ferrera, Lawerence | 3:38     |  |
| 5.  | «What's Up Lonely»                          | Rogers, Stephanie Saraco, Struken                         | Rogers, Sturken          | 4:08     |  |
| 6.  | «Just Missed the Train»                     | Danielle Brisebois, Scott Cutler                          | Magness                  | 4:10     |  |
| 7.  | «Beautiful Disaster»                        | Rebekah Jordan, Matthew Wilder                            | Wilder                   | 4:10     |  |
| 8.  | «You Thought Wrong» (featuring Tamyra Gray) | Clarkson, Babyface, Gray, Harvey Mason, Jr., Damon Thomas | The Underdogs and Face   | 3:49     |  |
| 9.  | «Thankful»                                  | Clarkson, Babyface, Mason, Thomas                         | The Underdogs and Face   | 3:00     |  |
| 10. | «Anytime»                                   | Louis Biancaniello, Sam Watters                           | Biancaniello, Wattes     | 4:05     |  |
| 11. | «A Moment Like This» (new mix)              | Jörgen Elofsson, John Reid                                | Ferrera, Steve Mac       | 3:48     |  |
| 12. | «Before Your Love» (new mix)                | Desmond Child, Cathy Dennis                               | Child, Dennis            | 3:59     |  |
| 13. | «A Moment Like This» (bonus video)          |                                                           |                          | 3:46     |  |

- Edición Japonesa bonus track

| N.º | Título                                    | Escritor(es)                             | Productor(es) | Duración |  |
| 13. | «(You Make Me Feel Like) A Natural Woman» | Carole King, Gerald Wexler, Gerry Goffin | Rogers        | 2:36     |  |

## Posicionamiento en las listas
| Lista (2003/2006)       | Mejor posición |
| ----------------------- | -------------- |
| Australian Albums Chart | 33             |
| Canadian Albums Chart   | 5              |
| Dutch Albums Chart      | 83             |
| Irish Albums Chart      | 46             |
| Japanese Albums Chart   | 19             |
| Norwegian Albums Chart  | 12             |
| UK Albums Chart         | 41             |
| U.S. Billboard 200      | 1              |

## Historial de lanzamientos
| País           | Fecha                    | Discográfica | Formato    |
| -------------- | ------------------------ | ------------ | ---------- |
| Estados Unidos | 15 de abril de 2003      | RCA          | CD         |
| Reino Unido    | 7 de julio de 2003       | Sony BMG     | CD         |
| Australia      | 15 de septiembre de 2003 | Sony BMG     | CD         |
| Brasil         | 18 de diciembre de 2006  | Sony BMG     | CD         |
| Rusia          | 16 de abril de 2003      | Sony BMG     | CD, Casete |
| Malasia        | 16 de abril de 2003      | Sony BMG     | CD, Casete |